# كورنيليا كاثارينا دي لانج
كورنيليا كاثارينا دي لانج (بالهولندية: Cornelia de Lange)‏ هي طبيبة وأستاذة جامعية هولندية، ولدت في 24 يونيو 1871 في آلكمار ‏ في هولندا، وتوفيت في 28 يناير 1950 في أمستردام في هولندا.